# Région Nordschwarzwald

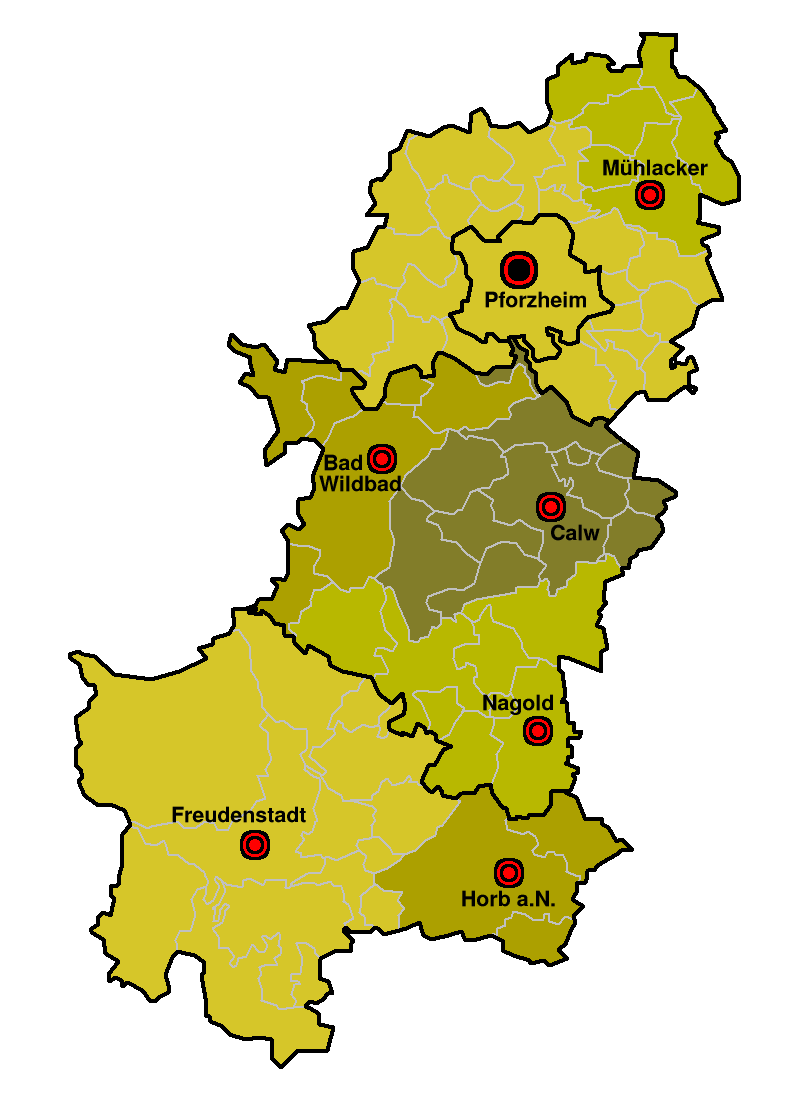
Carte de la Région Nordschwarzwald.

La Région Nordschwarzwald est une région de planification allemande située dans le District de Karlsruhe et la région du Bade-Wurtemberg. Elle comprend quatre arrondissements dont une ville-arrondissement.

## Arrondissements
- Pforzheim (ville-arrondissement) (PF)
- Arrondissement de Calw (CW)
- Arrondissement d'Enz (PF)
- Arrondissement de Freudenstadt (FDS)

## Données
La Région Nordschwarzwald s'étend sur 2 339,91 km2. Sa population s'élevait à 594 234 habitants lors du recensement du 30 juin 2009, soit une densité de 255 habitants/km2.